# Partia Pracy Wysp Salomona
Partia Pracy Wysp Salomona (ang. Solomon Islands Labour Party) – socjalistyczna partia polityczna na Wyspach Salomona. Partia została założona w 2005 przez Solomon Islands Council of Trade Unions. Liderem partii jest Joses Tuhanuku.
W wyborach parlamentarnych w 2005 partia uzyskała 1733 głosów (0.9%), ale nie udało się jej zdobyć żadnego mandatu w parlamencie.